# Karin Boyes litterära pris
Karin Boyes litterära pris är ett litteraturpris som utdelas av Huddinge kommun till minne av Karin Boye. Det utdelas till författare som utkommit med verk i Karin Boyes anda under de senaste två åren. Prissumman är på 25 000 kronor.

## Pristagare
- 1998 – Theodor Kallifatides
- 1999 – Marie Lundquist
- 2000 – Björn Julén
- 2001 – Ylva Eggehorn
- 2002 – Camilla Hammarström
- 2003 – Marie Silkeberg
- 2004 – Johannes Anyuru
- 2005 – Johanna Nilsson
- 2006 – Salim Barakat
- 2007 – Ingen utdelning
- 2008 – Sture Linnér
- 2009 – Martina Lowden
- 2010 – Jerker Virdborg
- 2011 – Malte Persson
- 2012 – Nina Hemmingsson
- 2013 – Athena Farrokhzad
- 2014 – Tony Samuelsson
- 2015 – Tom Malmquist
- 2016 – Ulrika Wallenström
- 2017 – Johan Svedjdedal[2]
- 2018 – Elisabeth Hjorth och Rasha Alqasim[3]
- 2019 – Alva Dahl[4]
- 2020 – Alejandro Leiva Wenger[5]
- 2021 – Annika Norlin[6]
- 2022 – Ulrika Knutson[7]
- 2023 – Johanna Holmström[8]